# Nazionale maschile under 16 di calcio della Danimarca
La nazionale di calcio danese U-16 (in danese Danmarks fodboldlandshold U-16) è la rappresentativa calcistica Under-16 della Danimarca ed è posta sotto l'egida della DBU. Nella gerarchia delle nazionali calcistiche giovanili danesi è posta prima della nazionale Under-17.